# Kabakovieuops relictus
Kabakovieuops relictus es una especie de coleóptero de la familia Attelabidae.

## Distribución geográfica
Habita en Vietnam.